# Punta Norte (Chubut)
Punta Norte es una punta ubicada en el golfo San Matías al noreste de la península Valdés. Aquí, confluyen las rutas provinciales 3 y 47. El sitio conforma un área protegida y es muy frecuentado en verano. Aquí se pueden encontrar lobos marinos de un pelo (Otaria flavescens), elefantes marinos (Mirounga leonina), pingüinos de Magallanes (Spheniscus magellanicus), escúas (Catharacta antarctica) y orcas (Orcinus orca). Se ubica a 78 km de Puerto Pirámides.
Aquí se encuentra el faro Punta Norte, un faro no habitado de la Armada Argentina, librado al servicio el 6 de junio de 1917.

## Reserva Natural Turística
La reserva natural turística Punta Norte fue creada el 29 de septiembre de 1967 con el fin de preservar la fauna que allí habita, un importante apostadero de elefantes y lobos marinos de un pelo. Aquí también se encuentra un centro de interpretación y senderos con carteles informativos en todas las zonas de acceso permitido al público. Además, aquí funcionan varias fundaciones que trabajan con la vida silvestre de la península.
Aquí se encuentra el único apostadero continental de elefantes marinos. La reserva es uno de los sitios donde ocurre el varamiento intencional de las orcas para alimentarse de las crías de lobos marinos.